# Fort Sumter

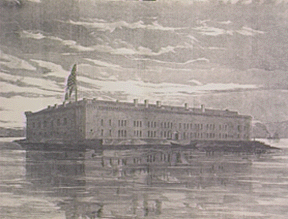
Gravure van het fort voor de aanval

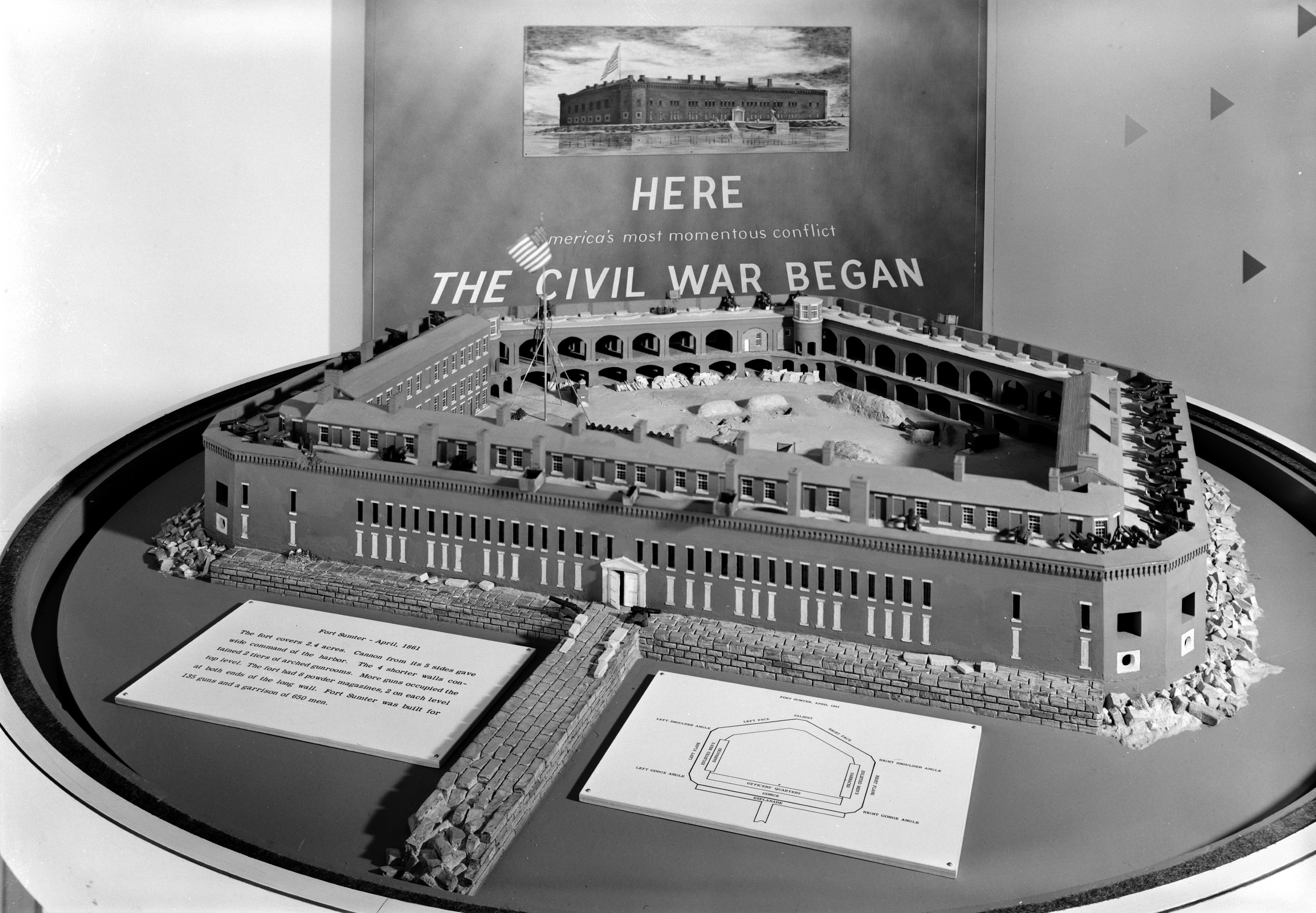
Model van Fort Sumter zoals het eruitzag in 1861 voor de aanval

Oorlogsvlag van Fort Sumter

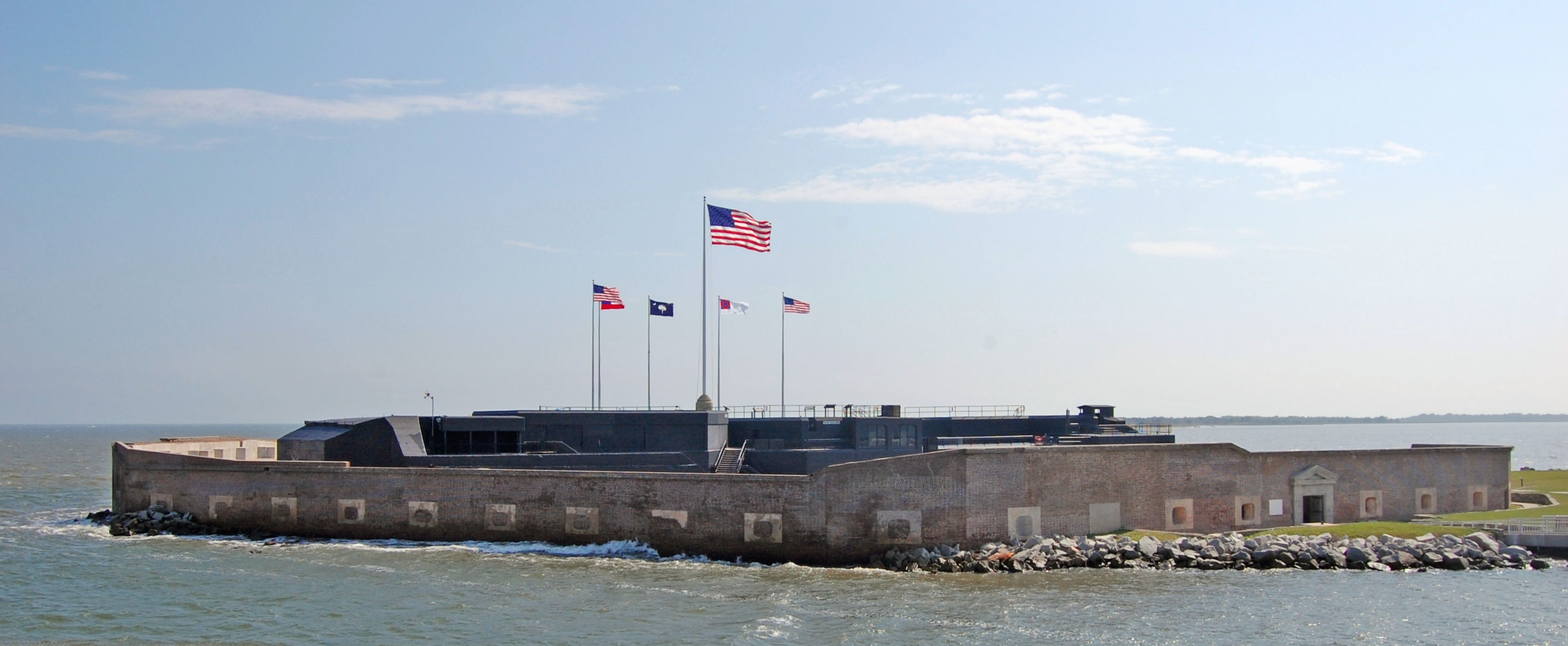
Fort Sumter in 2009

Fort Sumter, in de haven van Charleston (South Carolina), is de plaats waar de Amerikaanse Burgeroorlog begon, tijdens de aanval op Fort Sumter van 12-13 april 1861.
Tegenwoordig maakt Fort Sumter deel uit van het Fort Sumter National Monument.
Fort Sumter is genoemd naar generaal Thomas Sumter, een held uit de Amerikaanse Revolutie. Het fort werd gebouwd na de Oorlog van 1812 als een in een serie fortificaties langs de zuidelijke kust van de Verenigde Staten. De bouw begon in 1829 en was nog niet voltooid toen de burgeroorlog begon.
Voor het leggen van fundamenten op een zandbank in de toegang naar de haven van Charleston was 70.000 ton graniet aangevoerd vanuit New England. Het fort had vijf zijden met bakstenen muren van 1,5 meter dik en was ca. 60 meter breed en verhief zich 15 meter boven het laagwater-punt. Het was ontworpen om 650 man en 135 kanonnen op twee verdiepingen te huisvesten, maar het was nooit volledig bezet.

## 1861: Begin van de burgeroorlog
Op 26 december 1860, vijf dagen nadat South Carolina zich had afgescheiden van de Verenigde Staten, verliet U.S. Army majoor Robert Anderson het onverdedigbare Fort Moultrie en verplaatste zijn twee compagnieën (85 manschappen) van de 1st U.S. Artillery naar Fort Sumter. In de daaropvolgende maanden werden herhaalde oproepen door de Zuidelijke brigadegeneraal P.G.T. Beauregard tot capitulatie genegeerd, terwijl Noordelijke pogingen om het garnizoen te bevoorraden faalden.
Op 12 april 1861, om 04.30 uur 's ochtends openden Zuidelijke batterijen het vuur op het fort, en hielden dat 36 uur lang vol. Het garnizoen beantwoordde het vuur, maar zonder veel effect, omdat majoor Anderson niet toestond om kanonnen te gebruiken (omdat die te veel kans liepen door het Zuidelijke kanonvuur geraakt te worden). Op 13 april gaf de bezetting van het fort zich over en werd geëvacueerd. Volgens getuigenverslagen, zoals het bekende dagboek van Mary Chesnut, vierden de bewoners van Charleston groot feest ter gelegenheid van het begin van de gewapende strijd.